# Altostratus
Altostratus [łac.] (As – chmura średnia warstwowa) – chmura w postaci grubej i gęstej, niebieskiej albo szarej warstwy, przez którą słońce lub księżyc przeświecają jak przez szkło matowe. Składa się z kropel wody oraz kryształków lodu. Często pokrywa całe niebo, a czasem towarzyszy jej opad drobnego deszczu lub śniegu. Występuje na wysokości od 2 do 5 km.
Symbol, którym oznacza się chmury typu altostratus: 